# Gesneria shaferi
Gesneria shaferi är en tvåhjärtbladig växtart som beskrevs av Ignatz Urban. Gesneria shaferi ingår i släktet Gesneria och familjen Gesneriaceae.

## Underarter
Arten delas in i följande underarter:
- G. s. depressa
- G. s. shaferi